# Pásztor István (politikus)
Pásztor István (Törökkanizsa, 1956. augusztus 20. – 2023. október 30.) vajdasági magyar politikus, a Vajdasági Magyar Szövetség (VMSZ) elnöke.

## Életpályája
1980-ban az Újvidéki Egyetem Jogtudományi Karán szerzett jogászi oklevelet, ezután 1988-ig vállalati jogászként dolgozott a szabadkai Sigma gyárban. 1988 és 1995 között a szabadkai Közgazdasági Kar Informatikai Intézetének volt az igazgatója. Az 1990-es évek közepétől vállalkozó volt.

## Politikai pályafutása
- 1996–tól 2004-ig képviselő volt a Vajdasági Képviselőházban, eközben 1996 és 2000 között képviselő a jugoszláv Szövetségi Parlament alsóházában, 1999 és 2003 között az Ideiglenes Magyar Nemzeti Tanács Intézőbizottságának elnöke, 2000 és 2004 között a vajdasági Végrehajtó Tanács gazdasági kérdésekkel megbízott alelnöke volt.
- 2002–től a vajdasági Végrehajtó Tanács privatizációs és vállalkozásfejlesztési titkára, a Tartományi Fejlesztési Alap elnöke. A Vajdasági Gazdaság-fejlesztési Stratégia (IRDP) kidolgozását és megvalósítását koordináló testület illetve iroda vezetője.
- 2007. március 10-én Kasza József a Vajdasági Magyar Demokrata Párt (VMDP) ünnepségén, annak tagsága és szimpatizánsai előtt bejelentette visszavonulását a VMSZ éléről. Ezután a VMSZ tanácsa felsorakozott Pásztor elnökjelöltsége mögé, és május 5-én a Magyarkanizsán tartott 11. tisztújító közgyűlés egyedüli jelöltként a párt elnökévé választotta.
- 2007 decemberében jelölték Szerbia köztársasági elnöki posztjára. A jelöléshez több mint 13 ezer aláírást gyűjtött össze a szükséges 10 ezer helyett. Pásztort a VMSZ, a Vajdasági Magyarok Demokratikus Közössége (VMDK) és a VMDP alkotta Magyar Koalíció (MK) támogatta. A közvetlen elnökválasztás első fordulójára 2008. január 20-án került sor. Itt kilenc jelölt közül 93 039 szavazattal (2,30%) a hatodik helyen végzett.
- A 2008-as szerbiai önkormányzati választásokon a MK szabadkai polgármesterjelöltje volt.
- A 2008-as szerbiai parlamenti választásokon és a vajdasági tartományi parlamenti választásokon a MK a várakozásoknál gyengébben szerepelt. A Demokrata Párttal kötött megegyezés szerint Pásztor a tartományi koalíciós kormány miniszterelnök-helyettese, egyben a tartomány gazdasági minisztere lett.
- A 2012-es szerbiai elnökválasztáson elnökjelölt volt. 1,62%-kal a 9. helyen végzett.
- Pásztor Istvánt 2012. június 21-én a vajdasági parlament (Tartományi Képviselőház) elnökévé választották.
- 2014. május 6-án a Budapesten a Kossuth téren Gaudi-Nagy Tamás volt országgyűlési képviselő felhívására Pásztor Istvánt többen szóban durván inzultálták.[3] A történtektől a Jobbik parlamenti képviselőcsoportja másnap elhatárolódott.

## Családi háttere
Fia, Pásztor Bálint 2007 januárjában képviselő lett a szerb parlamentben.

## Díjai
- A Magyar Érdemrend középkeresztje a csillaggal (2021)[4]